# Улица Калнциема
Улица Ка́лнциема (латыш. Kalnciema iela) — улица в Риге, на левом берегу Даугавы, в административном районе Земгальское предместье.
Начинается от перекрёстка с Ранькя дамбис у берега Зунда, пролегает в юго-западном направлении, пересекает по путепроводу железнодорожную линию Торнякалнс — Тукумс II, пересекает Карля Улманя гатве и заканчивается у границы города с Марупским краем. Проходит по историческим районам Агенскалнс, Шампетерис, Плескодале и Мукупурвс. Общая протяжённость улицы 5626 метров, проезжая часть имеет от 2 до 6 полос.

## Застройка
На улице сохранился и ныне отреставрирован Калнциемский квартал, сохранивший уникальную деревянную застройку XIX века. Здесь стоят дома, построенные по проектам архитекторов Ашенкампфа, Бауманиса, Тромповского, Шмелинга. Теперь здесь расположены дизайнерские магазины, а во внутренних двориках проходят ярмарки, выставки и другие мероприятия. Квартал — место народных гуляний на Пасху, Рождество, Лиго и другие праздники.
Другие примечательные здания:
- д. 8 — Инженерно-экономический факультет Рижского технического университета, Институт международных экономических связей и таможни, Таможенный колледж.
- д. 9 и 9а — комплекс жилого и офисного зданий (исторический деревянный дом и 10-этажный жилой дом), архитектор Анита Шнитке.
- д. 10-12 — музыкальная школа имени Эмиля Дарзиня, Хореографическое училище.
- д. 28-30 — территория бывшего поместья Хартманя (латыш. Hartmaņa muižiņa) с постройками конца XVIII—XIX веков и парком.
- д. 40 — бывший Рижский завод грампластинок[4] (1907, архитектор К. Пекшенс)
- д. 118 — интернат музыкальной школы (1912, архитектор Р. Шмелинг)

## Прилегающие улицы
Улица Калнциема пересекается со следующими улицами:
- Ранькя дамбис
- улица Даугавгривас
- улица Сетас
- улица Эргелю
- улица Крогус
- улица Слокас
- улица Кришьяня Валдемара
- улица Баложу
- улица Алисес
- улица Мелнсила
- улица Сабилес
- улица Дрейлиню
- улица Маргриетас
- улица Тапешу
- улица Смардес
- улица Крузес
- улица Маза Нометню
- улица Лиелирбес
- улица Фридриха Цандера
- улица Ирлавас
- улица Вентспилс
- улица Руцавас
- улица Апузес
- улица Вандзенес
- улица Самнера Велса
- улица Плескодалес
- улица Волгунтес
- улица Золитудес
- Карля Улманя гатве
- улица Валгалес
- улица Юркалнес / автодорога P133 на аэропорт «Рига»
- улица Мукупурва